# Мариас Амондо, Фернандо
Ферна́ндо Мари́ас Амо́ндо (исп. Fernando Marías Amondo; 13 июня 1958, Бильбао — 5 февраля 2022) — испанский писатель и сценарист. Лауреат Премии Надаля (2001).

## Биография
В 1975 году переехал в Мадрид с намерением изучать кино. Начал писать сценарии для телевидения, среди которых особую популярность получила серия «ложнодокументальных» передач «Тайные страницы истории» (исп. Páginas ocultas de la historia).
В 1990 г. вышел его первый роман «Волшебный свет» (имевший большой успех у читателей России) и автор решил полностью посвятить себя писательской деятельности.

## Профессиональная деятельность

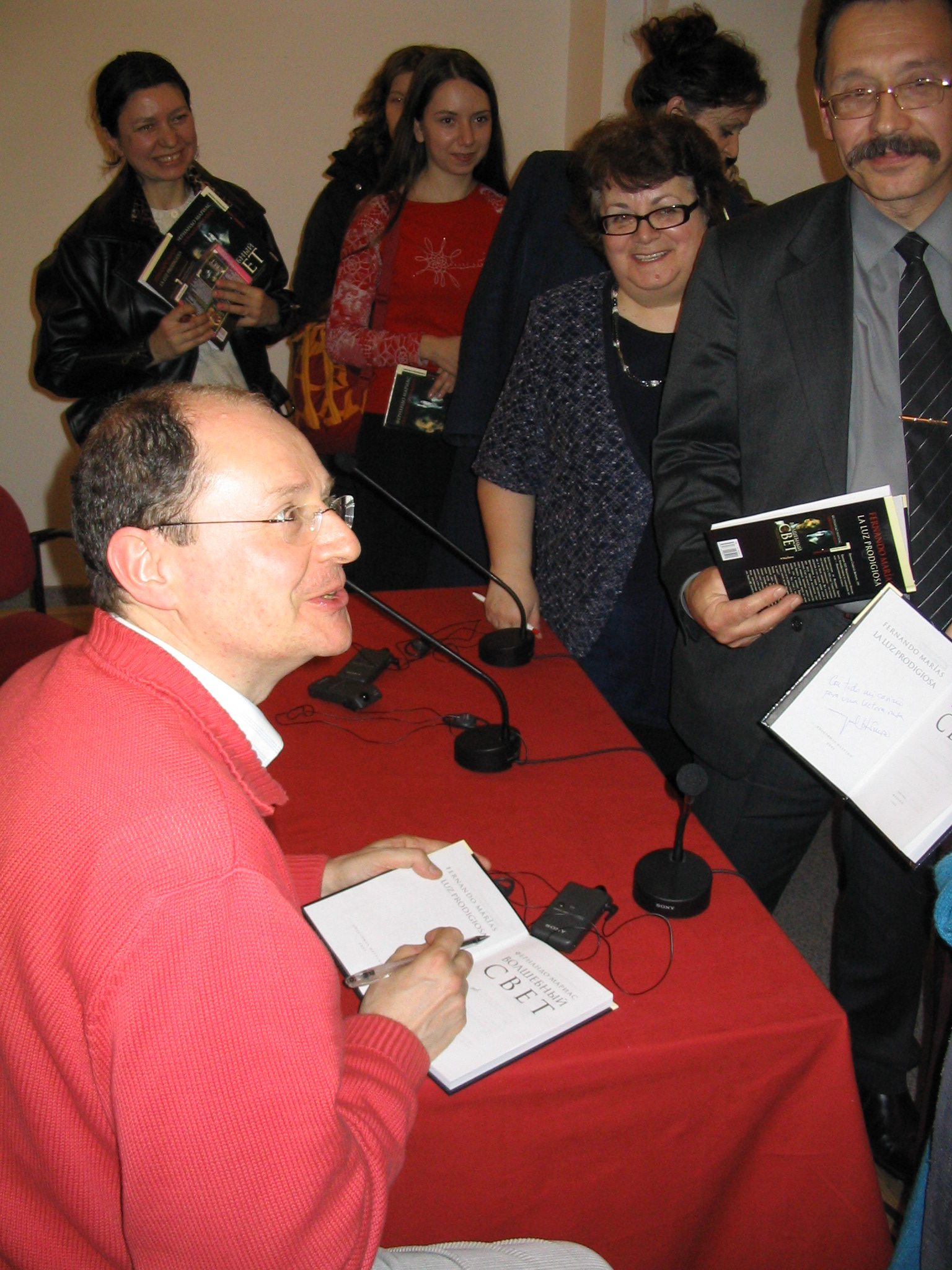
Фернандо Мариас подписывает русское издание книги "Волшебный свет" в Институте Сервантеса в Москве

Автор сценария к двум фильмам: «Волшебный свет» (2002) и «Второе имя» (2003).
Редактор (в основном книг в жанре «фикшн»), активный участник проекта «Дети Мэри Шелли» (исп. Hijos de Mary Shelley).
Участвовал в нескольких антологиях рассказов современных испанских писателей (Steampunk: исп. Antología retrofuturista(2012), исп. Antología del relato español (2006), исп. Historias de las fotografías (2001), исп. Bilbao, almacen de ficciones (2000) и другие).
В 2007 г. на летних курсах Международного университета Андалусии читал курс «Литература и другие реальности».

## Признание
Обладатель нескольких литературных премий, в том числе престижных испанских литературных премий Надаля (2001), премии севильского Атенея (2005), романной премии Primavera (2010). Многочисленные премии получили фильмы по его сценариям, особенно фильм «Волшебный свет» в 2003 г. (4 номинации на премию «Гойя», премии кинофестивалей в Монреале, Тулузе, Лос-Анджелесе и Москве).
Автор ряда книг для детей (исп. Prisioneros de Zenda, исп. Biografía del segundo cocodrilo, Cielo abajo («Где кончается небо»), исп. Los fabulosos hombres película и другие). На русский язык переведена его книга «Где кончается небо», за которую автор на родине получил национальную премию по литературе для детей и юношества в 2006 г.